# If You Have to Ask
«If You Have to Ask» es la segunda canción del disco de la banda californiana Red Hot Chili Peppers lanzado en 1991, Blood Sugar Sex Magik; pero no fue puesta a la venta como sencillo hasta 1993. Fue el quinto y último sencillo del álbum. En el video musical aparece Arik Marshall, guitarrista que sustituye a John Frusciante, en la banda. La canción incluye una melodía bastante funky en el bajo y acaba con un largo solo de guitarra por parte de Frusciante (que toca en la canción pero no aparece en el vídeo), de hecho se oyen aplausos de la producción y del resto de la banda al acabar el solo improvisado. En esta canción se escuchan los coros que luego, en álbumes como By the Way y Stadium Arcadium, se harían tan habituales en las canciones.

## Lista de canciones

### Sencillo en CD (1993)
1. «If You Have to Ask» (Edit)
2. «If You Have to Ask» (Disco Krisco Mix)
3. «If You Have to Ask» (Scott And Garth Mix)
4. «Give It Away» (In Progress From Funky Monks Video)

### 12" sencillo (1993)
1. «If You Have to Ask» (Disco Krisco Mix)
2. «If You Have to Ask» (Álbum)
3. «If You Have to Ask» (Friday Night Fever Blister Mix)
4. «Give It Away» (In Progress From Funky Monks Video)

- Datos: Q2629162